# Yannick Fischer
Pour les articles homonymes, voir Fischer.
Yannick Fischer, né le 17 décembre 1974 à Sainte-Foy-la-Grande, est un footballeur français international de football de plage.

## Biographie
Yannick Fischer a été formé au centre des Girondins de Bordeaux.
Présenté prématurément comme le "nouvel Alain Roche", ce défenseur central accomplit une honnête carrière de footballeur professionnel, loin d'égaler néanmoins celle de son brillant aîné, formé comme lui aux Girondins de Bordeaux.
Passé tour à tour par Bordeaux, Cannes, Marseille, Lorient, Strasbourg et Le Mans, il acheva son parcours de joueur aux Chamois niortais FC avec qui il connut la descente en National.
En 2014 il intègre l'équipe de France de Beach Soccer dont il est désormais le capitaine.

## Palmarès
- 1995 - Coupe Intertoto
- 2001 - Coupe de France